# 廣東現代舞團
廣東現代舞團 (GMDC)前身名為廣東實驗現代舞團，是中華人民共和國內第一個專業的現代舞團。1992年由曹誠淵與廣東舞蹈學院現代舞實驗班合作創立。其培育出的舞者及編舞包括沈偉、 邢亮、桑吉加、楊雲濤等，現於國際均享有盛名。
廣東現代舞團現隸屬城市当代舞蹈团與广东省文化厅合資的广东星海现代舞蹈艺术有限公司〔广东星海演艺集团〕，每年於廣州舉辦廣東現代舞周，成為中國及亞洲的其中一個主要舞蹈節。